# バンコク・オペラ
バンコク・オペラ（タイ語：บางกอกโอเปร่า、英語：Bangkok Opera）は、タイ王国のオペラ団体。2001年にバンコクで創設。

## 概要
バンコク・オペラは、2001年に ソムタウ・スッチャリッタグン（สมเถา สุจริตกุล、Somtow Sucharitkul） が創作、演出したタイ初のグランドオペラ『マダナ』を上演するため創設したオペラ団体である。ナラーティワートラーチャナカリン内親王の庇護下のバンコク・オペラ財団 が運営。サヤーム・フィルハーモニック管弦楽団が音楽を担当。バンコク・オルフェウス合唱団が歌を担当する。主にタイ文化センターで上演され、タイの創作題目や大胆なタイ風の演出に特徴がある。
ソムタウの美術監督のもと、ヘンリー・パーセルのオペラ作品『ディドとエネアス』、 グランド・オペラ『メー・ナーク』、『魔笛』、『トゥーランドット』などの公演を行っている。
2005年末に初めての全シーズン公演を達成し、リヒャルト・ワーグナーの『ニーベルングの指環』を5年間かけてバンコクで上演する計画を発表。2006年に上演された第一作目の『ラインの黄金』はタイ風に脚色されている。

## 公演
- 2009/10年、『タイス』『ラ・ボエーム』『トラと少年』(HIVキャンペーン　原作:『パイの物語』)
- 2008/9年、活動休止
- 2007/8年、『ヴァルキューレ』
- 2006/7年、『アヨーディヤー』『ディドとエネアス』『ルークリース凌辱』『蝶々夫人』
- 2005/6年、『メー・ナーク』『ラインの黄金』『蝶々夫人』『魔笛』『コシ・ファン・トゥッテ』
- 2004/5年、『ドン・ジョヴァンニ』『トゥーランドット』『アイーダ』『われわれの時代の子ども』
- 2003年、『メー・ナーク』『ねじの回転』『魔笛』
- 2002年、『ディドとエネアス』
- 2001年、『マダナ』

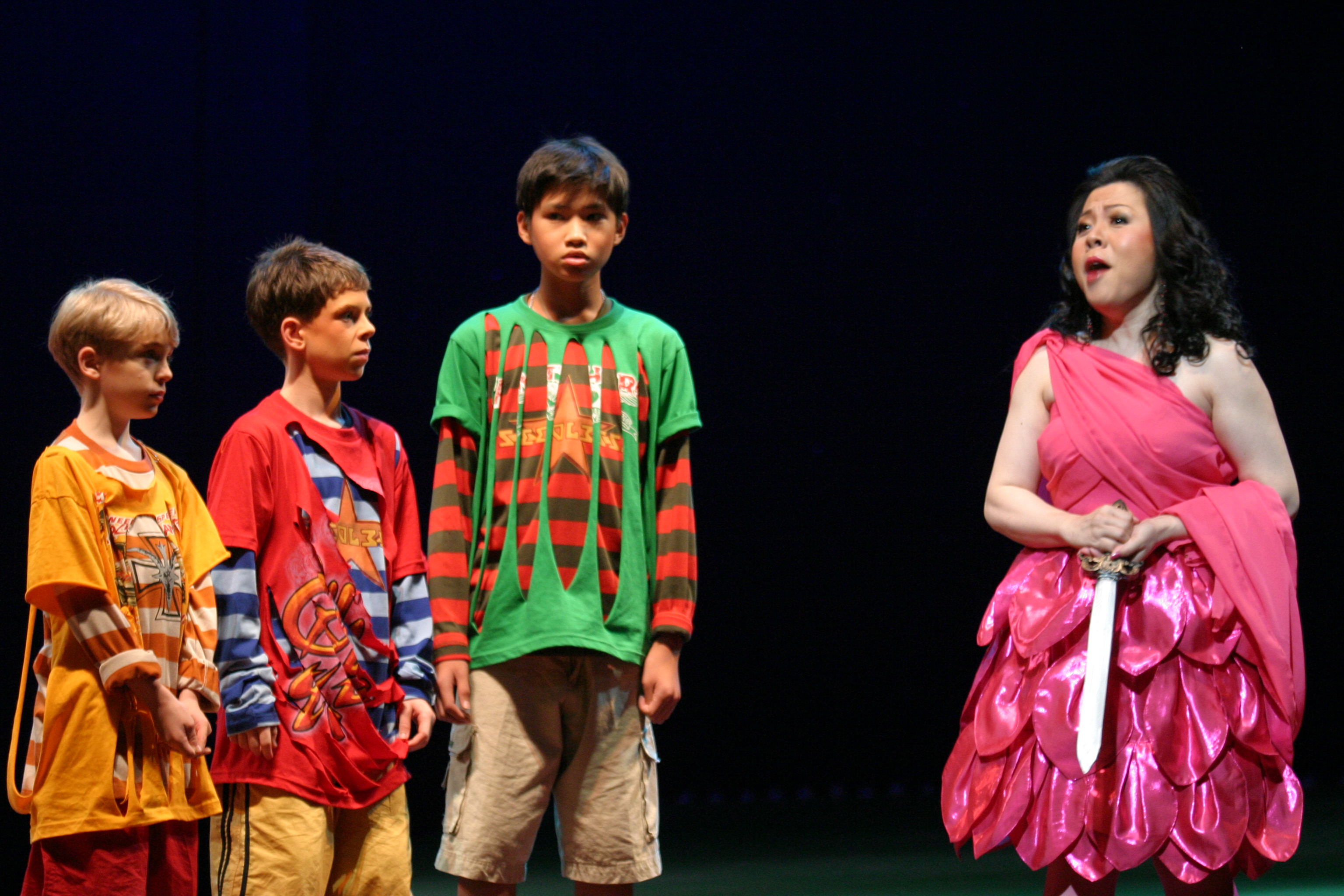
2006年公演『魔笛』
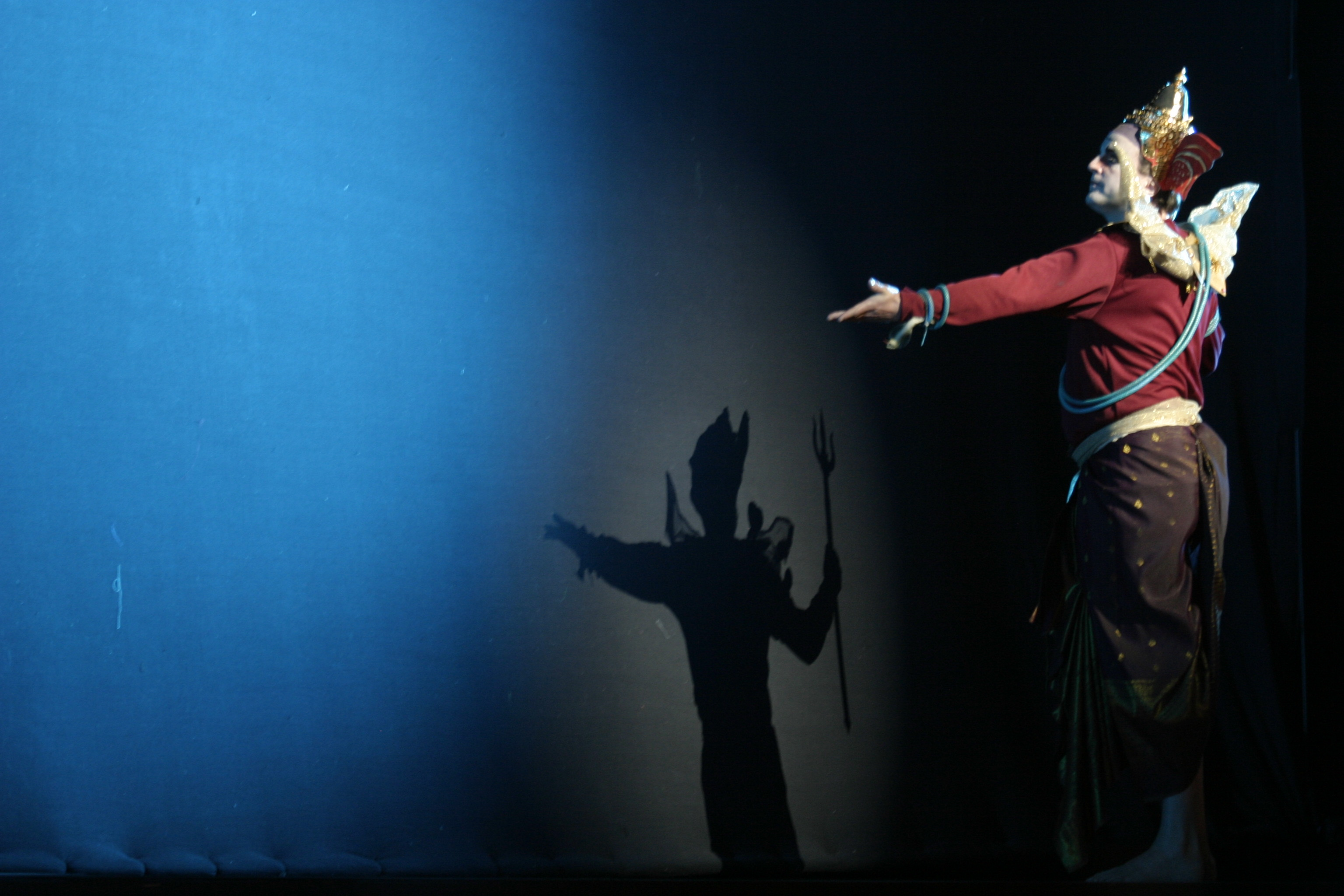
2006年公演 『アヨーディヤー』 ガネーシャ役マイケル・チャンス
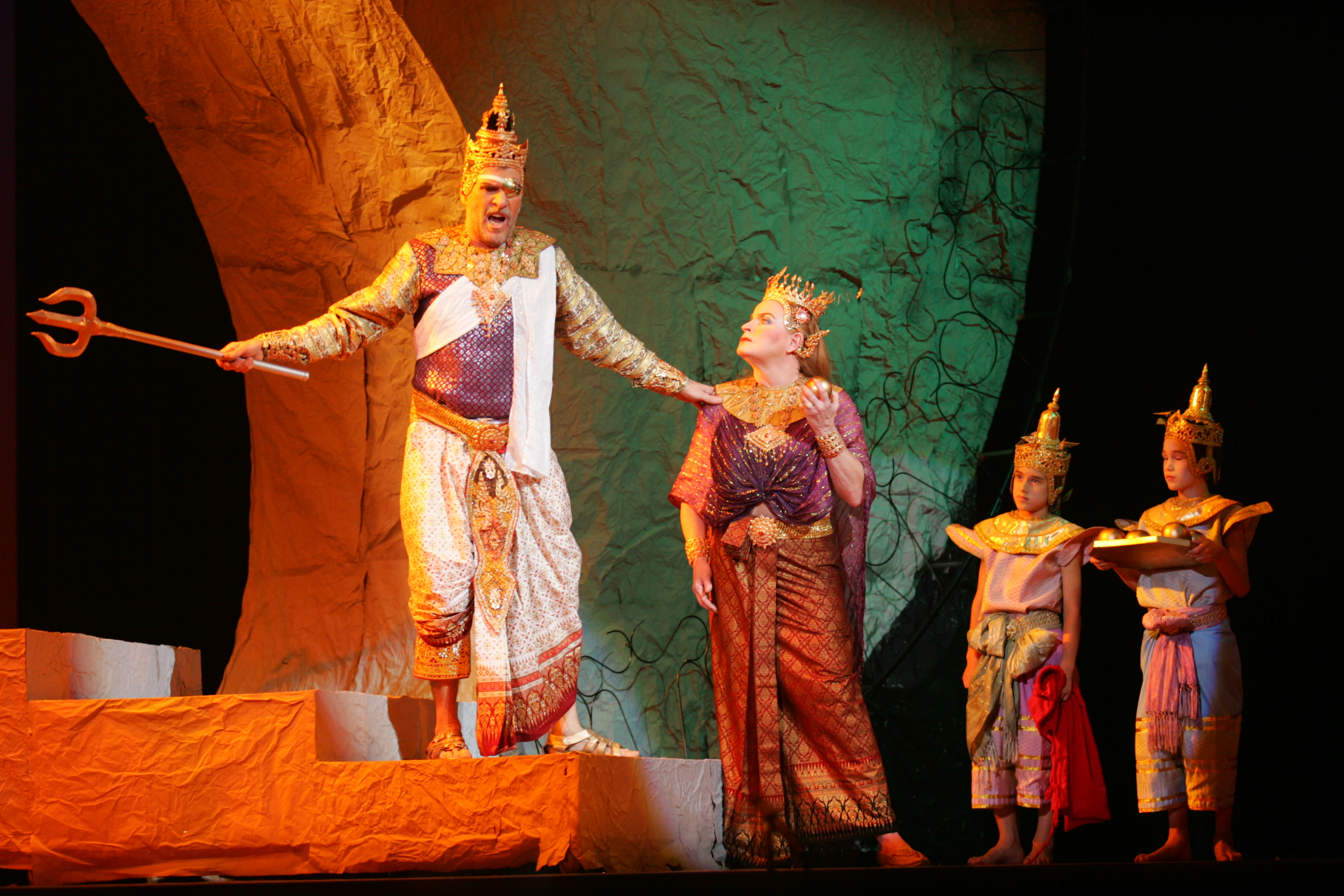
2006年公演 『ラインの黄金』